# Achromadoridae
Achromadoridae zijn een familie van rondwormen (Nematoda).

## Taxonomie
De volgende taxa worden bij de familie ingedeeld:
- Onderfamilie Achromadorinae Gerlach & Riemann, 1973
  - Geslacht Achromadora Cobb, 1913
- Geslacht Paradoxolaimus Kreis, 1924